# Södervärnskolan
Södervärnskolan är en grundskola med fritidshem för klasserna 4–9 i Visby. Den ligger vid Stenkumlaväg i södra delen av staden, mitt emot Visborgskyrkan.
Skolan rymmer ungefär 650 elever. En omfattande renovering genomfördes läsåret 2021/22. Under tiden undervisades högstadieeleverna i paviljonger.  

## Upptagningsområde
Flera av stadens mest närliggande socknar hör också till Visbys upptagningsområde gällande högstadiet, även om eleverna gått på låg- och mellanstadieskolor utanför staden. Skolan tar emot elever från södra Visby, Västerhejde, Träkumla och Stenkumla. De som går på Södervärn är elever från låg- och mellanstadieskolorna Gråboskolan, Terra Novaskolan, Lyckåkerskolan och Västerhejdeskolan (även elever från Eskelhem skola).

## Namnet
Skolverket stavar i sin statistik skolans namn med 'ss' i mitten, medan skolan själv och Region Gotland stavar med ett 's'.

## Historik
Skolan invigdes 1906 som Visby södra folkskola med 86 elever, vilket motsvarade en tiondel av antalet elever i staden.
1937 beslutade riksdagen att den sexåriga folkskolan skulle utvidgas till sju år. Men 1945 hade Visby, på grund av brist på skollokaler, ännu inte kunnat komma igång med det sjunde året. Med tanke på krigsårens stora barnkullar uppfördes därför en stor tegelbyggnad som kunde tas i bruk 1953.
När grundskolan infördes i Sverige blev det nödvändigt att bygga ut Södervärnskolan igen, nu med två nya skolbyggnader och en idrottshall, den första riktiga idrottshallen i Visby. Dessa byggdes mellan 1964 och 1967. En av byggnaderna var för skolkök, matsalar och slöjdsalar. Den andra främst för klassrum.
Med dessa byggnader hade skolan fått sitt nuvarande utseende.
50 år senare visade det sig att inomhusklimatet på Södervärnskolan inte uppfyllde moderna krav. Vid en inspektion underkändes samtliga fläktar och luftaggregat i högstadiebyggnaden. Det utdömda ventilationssystemet fick bytas ut, vilket samordnades med en genomgripande renovering. Under tiden fick alla högstadieelever, ungefär hälften av skolan elever, undervisas i paviljonger.